# Natalia Labourdette
Natalia Labourdette (Madrid, 26 de octubre de 1992) es una soprano española, cuya carrera se orienta hacia repertorio contemporáneo.
En los Premios de la Crítica Operística de Cataluña para la temporada 2022-2023 se le otorgó el premio "Cantante Revelación" por su interpretación de Il Valetto en L'incoronazione di Poppea en el Gran Teatre del Liceu en julio de 2023.

## Discografía
- petite MORT. Lieder de Berg, Fauré, Barber, Korngold, Poulenc y Turina con la pianista Victoria Guerrero (Genuin Classics; 2022) OCLC 1340410379[3]
- L'andalousie au coeur. Lieder de Pauline Viardot con la mezzosoprano Helena Ressureiçao y el pianista Francisco Soriano (Odradek Records; 2023) OCLC 1428319670[4]